# Youri Baas
Youri Baas (Oostvoorne, 17 marzo 2003) è un calciatore olandese, difensore dell'Ajax e della nazionale Under-21 olandese.

## Carriera

### Club
Cresciuto nel settore giovanile dell'Excelsior, nel 2018 si trasferisce all'Ajax; il 26 marzo 2021 firma il primo contratto professionistico con i Lancieri, di durata triennale. Dopo aver prolungato fino al 2026, il 28 agosto 2022 esordisce in prima squadra, in occasione dell'incontro di campionato vinto per 0-2 contro l'Utrecht.

### Nazionale
Ha giocato nelle nazionali giovanili olandesi Under-15, Under-16, Under-17 ed Under-19.

## Statistiche

### Presenze e reti nei club
Statistiche aggiornate al 7 novembre 2024.
| Stagione         | Squadra          | Campionato       | Campionato | Campionato | Coppe nazionali | Coppe nazionali | Coppe nazionali | Coppe continentali | Coppe continentali | Coppe continentali | Altre coppe | Altre coppe | Altre coppe | Totale | Totale |
| Stagione         | Squadra          | Comp             | Pres       | Reti       | Comp            | Pres            | Reti            | Comp               | Pres               | Reti               | Comp        | Pres        | Reti        | Pres   | Reti   |
| ---------------- | ---------------- | ---------------- | ---------- | ---------- | --------------- | --------------- | --------------- | ------------------ | ------------------ | ------------------ | ----------- | ----------- | ----------- | ------ | ------ |
| 2020-2021        | Jong Ajax        | EED              | 17         | 0          | -               | -               | -               | -                  | -                  | -                  | -           | -           | -           | 17     | 0      |
| 2021-2022        | Jong Ajax        | EED              | 23         | 1          | -               | -               | -               | -                  | -                  | -                  | -           | -           | -           | 23     | 1      |
| 2022-2023        | Jong Ajax        | EED              | 10         | 1          | -               | -               | -               | -                  | -                  | -                  | -           | -           | -           | 10     | 1      |
| Totale Jong Ajax | Totale Jong Ajax | Totale Jong Ajax | 50         | 2          |                 | -               | -               |                    | -                  | -                  |             | -           | -           | 50     | 2      |
| 2022-2023        | Ajax             | ED               | 6          | 0          | CO              | 1               | 0               | UCL                | 3                  | 0                  | SO          | 0           | 0           | 10     | 0      |
| 2023-2024        | N.E.C.           | ED               | 27+1       | 3          | CO              | 2               | 0               | -                  | -                  | -                  | -           | -           | -           | 30     | 3      |
| 2024-2025        | Ajax             | ED               | 8          | 1          | CO              | -               | -               | UEL                | 9                  | 0                  | -           | -           | -           | 17     | 1      |
| Totale Ajax      | Totale Ajax      | Totale Ajax      | 14         | 1          |                 | 1               | 0               |                    | 12                 | 0                  |             | 0           | 0           | 27     | 1      |
| Totale carriera  | Totale carriera  | Totale carriera  | 91+1       | 6          |                 | 3               | 0               |                    | 12                 | 0                  |             | 0           | 0           | 107    | 6      |